# Anne Kristine Linnestad

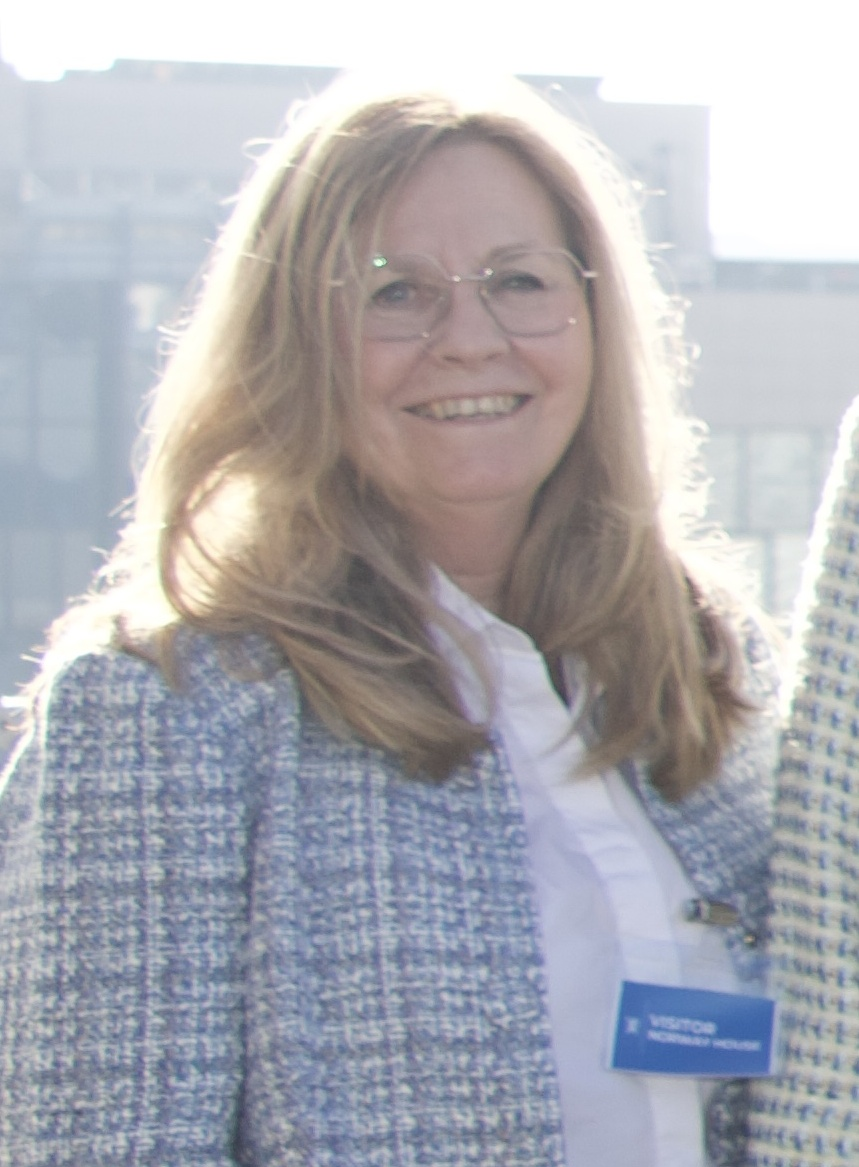
Anne Kristine Linnestad, 2025

Anne Kristine Linnestad (* 19. Dezember 1961) ist eine norwegische Politikerin der konservativen Partei Høyre. Seit Januar 2020 ist sie Abgeordnete im Storting.

## Leben
Bis 2019 saß Linnestad im Kommunalparlament der damaligen Gemeinde Ski, ab 1999 war sie dort durchgängig Mitglied. Zwischen 2011 und 2015 wirkte sie als Bürgermeisterin von Ski, im Anschluss übernahm Tuva Moflag von der sozialdemokratischen Arbeiderpartiet den Posten. Nachdem Ski zum 1. Januar 2020 in die neu gegründete Kommune Nordre Follo überging, wurde sie dort erneut Mitglied im Kommunalparlament.
Linnestad verpasste es, bei der Parlamentswahl 2017 ein Mandat für das norwegische Nationalparlament Storting zu erreichen. Stattdessen wurde sie für den Wahlkreis Akershus sogenannte Vararepresentantin, also Ersatzabgeordnete. Als solche vertrat sie vom 1. Oktober 2017 bis zum 26. November 2017 den damals kommissarisch als Bildungsminister eingesetzten Henrik Asheim. Nach dessen Ernennung zum Forschungsminister kam sie ab dem 24. Januar 2020 erneut zum Einsatz. Sie wurde in beiden Fällen Mitglied des Finanzausschusses. Bei der Wahl 2021 zog sie schließlich erstmals direkt in das Parlament ein und wurde Mitglied im Kommunal- und Verwaltungsausschuss.